# Родыгин, Евгений Павлович
Евге́ний Па́влович Роды́гин (16 февраля 1925, Чусовой, Пермский округ, Уральская область, РСФСР, СССР — 19 июля 2020, Екатеринбург) — советский композитор, автор многих популярных в народе песен, фронтовик. Народный артист Российской Федерации (1999). Почётный гражданин Свердловской области и Екатеринбурга.

## Биография
Родился в семье бухгалтера Павла Александровича и домохозяйки Елены Николаевны. Детство провёл в городе Лысьва, увлекался чтением, шахматами, фотографией, проявлял способности к математике и музыке. В 1937 году с родителями переселился в Нижнюю Салду. К тому времени мальчик овладел игрой на баяне и был принят в кружок под руководством Михаила Староорлецкого.
Незадолго перед войной Евгений был зачислен в комендантский взвод 158-й мотострелковой дивизии, базировавшейся в Калинине. В годы войны прошёл путь от рядового до старшего сержанта, часто выступал на передовой. В 1944 году Родыгин был награждён медалью «За отвагу». 23 апреля 1945 года был тяжело ранен на реке Одер.
После окончания войны поступает на композиторское отделение Уральской государственной консерватории.
В 1950 году окончил консерваторию, после чего работал с Уральским государственным русским народным хором, где прослужил вплоть до 1956 года. В этот период популярными стали его песни «Уральская рябинушка» («Ой, рябина кудрявая»), написанная в 1953 году, «Куда бежишь, тропинка милая», «Едут новосёлы», «Белым снегом», «У границы». Родыгин писал музыку для спектаклей Свердловского театра драмы и фильмов Свердловской киностудии, сочинил музыку к художественному фильму «Во власти золота» (по Д. Н. Мамину-Сибиряку). Много гастролировал по Советскому Союзу, также бывал в Польше, Чехословакии, ГДР, Болгарии, Румынии.
В 1957 году Евгений Родыгин принят в члены Союза композиторов СССР. В Свердловском книжном издательстве вышел его первый авторский сборник песен. В 1958 году избранные песни Родыгина выпущены сборником центральным издательством «Советский композитор». Публиковались отдельные нотные партитуры, песни Родыгина регулярно звучали на радио и телевидении. Основными его произведениями 1950—1960-х годов стали музыкальные комедии — «Простор широкий» (1959) на сцене Омского музыкального театра и Свердловского театра музыкальной комедии; «Счастье трудных дорог» (1961), поставленная в Омском музыкальном театре в 1963 году. В эти же годы композитор сочинил завоевавшие популярность произведения — «Песня о Свердловске», «Лён мой».
Как свидетельствовал Родыгин, «Песню о Свердловске» («Свердловский вальс)» на стихи Григория Варшавского Уральский русский народный хор записал на Свердловской телестудии в ночь на 10 июля 1962 года. Песня стала визитной карточкой города и всего Уральского края. При участии звукорежиссёра Валерия Бояршинова было записано несколько вариантов, хористы испытывали душевный подъём, от варианта к варианту постепенно приближаясь к эталону. При этом Родыгин сам разучивал песню с хором «с нуля», по партиям, сводил с оркестром, сам дирижировал и играл на вибрафоне. А утром ещё и развозил хористов по домам на своей «Волге».
В 1960—1970-е годы композитор много гастролировал по Советскому Союзу с исполнением своих песен, принимал участие в декадах искусства Российской Федерации в республиках СССР. В составе «поездов искусств» побывал в отдалённых уголках страны: на БАМе, нефтяных и алмазных месторождениях Сибири, на шахтах Кузбасса и Донбасса. Самыми плодотворными для Родыгина были совместные творческие проекты с Уральским и Омским народными хорами, с солистами Н. Пермяковым, П. Титарём, А. Петровой, А. Буткевичем.

В 1984 году Евгений Павлович Родыгин, как композитор, участвовал в проведении экспертизы, итогом которой стал документ «Экспертиза по песням Александра Новикова», в котором были изложены рецензии к каждой песне с альбома «Вези меня, извозчик». По результатам этой экспертизы было решено, что:

«автор вышеупомянутых песен нуждается если не в психиатрической, то в тюремной изоляции наверняка».
Соавтором документа стали член Союза писателей СССР, член редакторского комитета журнала «Урал» Вадим Очеретин и представитель министерства культуры СССР Виктор Николаевич Олюнин.
4 мая 1986 года награждён Орденом Отечественной войны 2-й степени.
2020 год объявлен в Свердловской области годом Евгения Родыгина. В этом же году Уральскому центру народного искусства (бывший ДК им. М. В. Лаврова) было присвоено имя Е. П. Родыгина. В феврале 2020 года прошёл фестиваль «Грани искусства Евгения Родыгина».
До конца своей жизни Евгений Павлович Родыгин продолжал заниматься музыкальным творчеством, зимой увлекался моржеванием — купался в проруби в озере Шарташ. В 1998 году был избран почётным гражданином Екатеринбурга.
Скончался 19 июля 2020 года в Екатеринбурге. Похоронен на Широкореченском кладбище.

## Оценки творчества

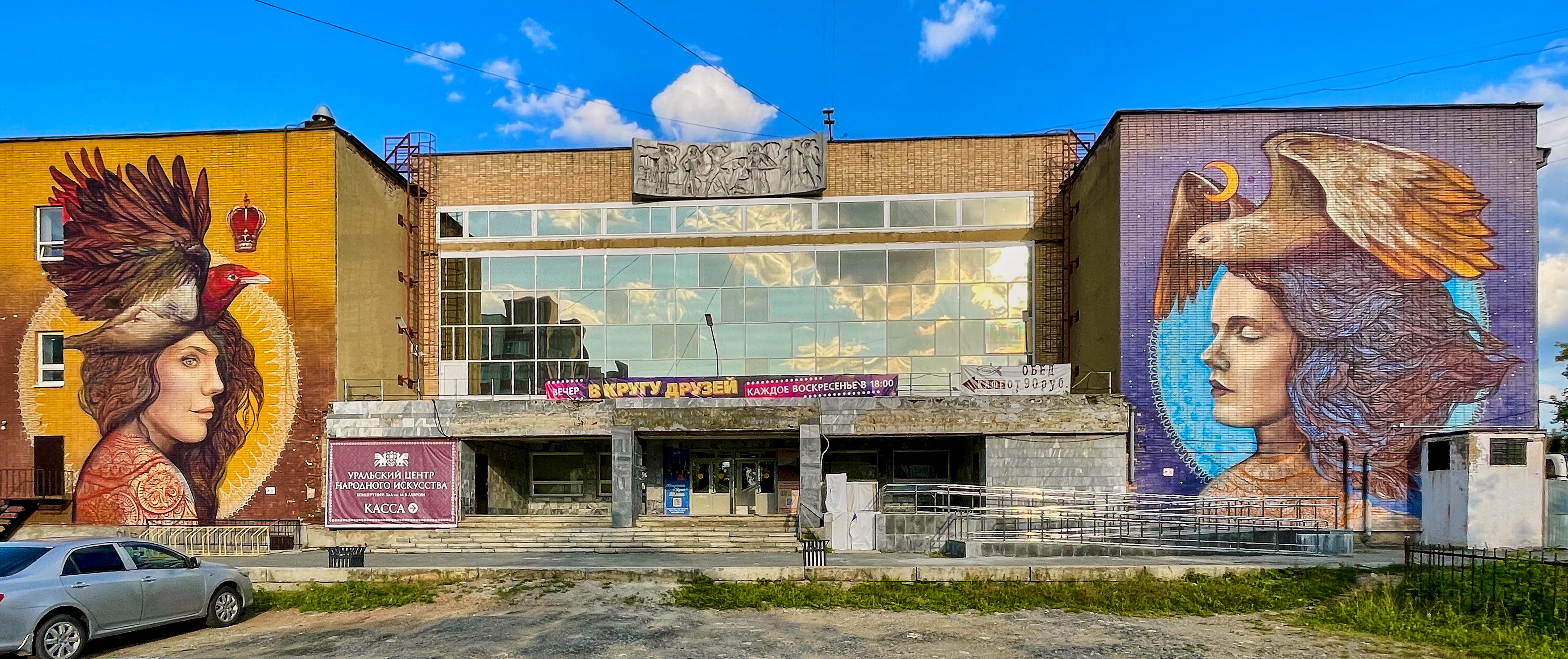
Уральский центр народного искусства имени Е. П. Родыгина

Основным жанром в творчестве Родыгина является песня. «Его редкий мелодический дар, взращённый на своеобразном уральском фольклоре и демократической городской интонационной лексике, позволил ему создать целый ряд песен, вошедших в золотой фонд отечественной песенности, ставших подлинно народными», — отмечает на официальном сайте Союз композиторов Свердловской области.
Наиболее известная и часто исполняемая песня — «Ой, рябина кудрявая» на слова Михаила Пилипенко. Вершиной творчества композитора, непревзойдённой по глубине, лиризму и чувственности является песня «Белым снегом», написанная в 1956 году и вновь ставшая популярной более чем полвека спустя в утончённом концертном исполнении Алисы Игнатьевой и Пелагеи, а также в фольклорной версии Надежды Кадышевой.
Хит «Белым снегом» с его запоминающейся, нежной и пронзительной музыкальной интонацией после 1972 года надолго исчез из советских теле- и радиопрограмм из-за эмиграции в Израиль и предания забвению автора текста Григория Варшавского. Возвращённые слушателям и меломанам самобытные песни Евгения Родыгина остаются современными и в XXI веке, они звучат как в России, так и во многих странах мира.
Судьбе и творчеству композитора посвящена книга Владимира Голдина «Композитор Родыгин: Эпоха и люди».

## Сочинения

### Известные песни
- Уральская рябинушка (Ой, рябина кудрявая) — слова Михаила Пилипенко
- Едут новосёлы (Здравствуй, земля целинная) — слова Нины Сивковой-Солохиной
- Белым снегом — слова Григория Варшавского
- Куда бежишь, тропинка милая — слова Антона Пришельца
- Свердловский вальс — слова Григория Варшавского
- Лён мой — слова Виктора Бокова

### Музыка к кинофильмам
- Во власти золота (Свердловская киностудия, 1957)
- Под ветвями боярышника (реж. Чжан Имоу, Китай, 2010 — «Уральская рябинушка»)

### Оперетты
- Простор широкий
- Счастье трудных дорог

## Знаки отличия (года)
Был награждён правительственными наградами и удостоен почётных званий:

### Ордена
- «Знак Почёта» (1971)
- Отечественной войны II степени (1985)

### Медали
- «За отвагу» (1944)
- «За освоение целинных земель» (1960)
- Медаль Жукова (1996)

### Звания
- Заслуженный деятель искусств Бурятской АССР (1963)
- Заслуженный деятель искусств РСФСР (1973)
- Народный артист России (1999)
- Заслуженный деятель Союза композиторов России (2000).
- Почётный гражданин
  - Екатеринбурга (1998)[13]
  - Нижней Салды (1999)
  - Свердловской области (2000).
- Знак отличия «За заслуги перед Свердловской областью» III степени (16 февраля 2015)[14].